# Такаяма (Ґіфу)

36°8′45″ пн. ш. 137°15′8″ сх. д. / 36.14583° пн. ш. 137.25222° сх. д.
Такая́ма (яп. 高山市, たかやまし, МФА: [takajama ɕi̥]) — місто в Японії, в префектурі Ґіфу.

## Короткі відомості
Розташоване в північній частині префектури, в районі гір Хіда. Виникло на основі середньовічного призамкового містечка. В ранньому новому часі перебувало під безпосереднім контролем сьоґунату Токуґава. Отримало статус міста 1 січня 1936 року. Основою економіки є лісництво, виробництво меблів, машинобудування, комерція, туризм. Традиційні ремесла — виготовлення дерев'яної скульптури і сібукуської кераміки. Станом на 1 квітня 2009 площа міста становила 2177,67 км².

## Демографія
За даними японського перепису населення, населення Такаями досягло свого піка близько 2000 року і відтоді зменшується. Станом на 1 липня 2011 населення міста становило 92 388 осіб.